# Buvuma Island
Buvuma Island – wyspa w Ugandzie, na Jeziorze Wiktorii. Leży około 25 kilometrów na południe od miasta Jinja. Zajmuje powierzchnię 225 km2 i jest trzecią największą wyspą na Jeziorze Wiktorii (po Ukerewe i Bugala) oraz piętnastą pod względem powierzchni wyspą na świecie położoną na jeziorze.

## Historia
Wyspa była zamieszkana od stuleci, głównie przez Gandów. Stanowiła ważną część królestwa Buganda. Jej nazwa pochodzi z języka luganda i została po raz pierwszy użyta na początku XVIII wieku. W okresie kolonialnym wyspa, jak większość Ugandy, była pod protektoratem brytyjskim. Jej strategiczne położenie na Jeziorze Wiktorii sprawiło, że była ona ważnym miejscem dla administracji i handlu kolonialnego. Po uzyskanie przez Ugandę niepodległości w 1962 roku, wyspa pozostała częścią królestwa Bugandy. Administracyjnie, wyspa była częścią Dystryktu Mukono do 2010 roku, kiedy został utworzony osobny Dystrykt Buvuma w celu poprawy lokalnego zarządzania i rozwoju.